# Herning

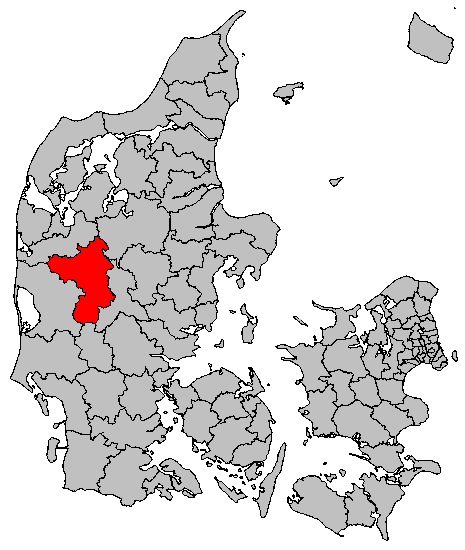
Vị trí thị xã Herning trên bản đồ Đan Mạch

Herning là 1 thành phố Đan Mạch, nằm ở bán đảo Jutland. Herning có 44.763 cư dân (2008) và là thành phố đông dân thứ 11 ở Đan Mạch. Herning cũng là trụ sở của thị xã Herning mới, gồm các thị xã cũ Aulum-Haderup, Trehøje, Aaskov và Herning với diện tích 1.336 km² và 84.208 cư dân (2008), trực thuộc Vùng Trung Jutland.

## Lịch sử
Tên Herning do chữ Hørningh cổ (horn = đồi nhô ra + hậu tố -ing). Nhà nông trạiHerningsholm được xây dựng năm 1579.
Herning được gọi là "Thủ phủ của vùng bãi hoang" (hedens hovedstad) ở miền trung tây Jutland. Herning được thành lập từ đầu thế kỷ 19. Năm 1840 Herning chỉ có 21 cư dân. Đầu thế kỷ 19, vùng bãi hoang bắt đầu được khai khẩn trồng trọt, thu hút dân ở nơi khác đến lập cư và hình thành một thành phố như ngày nay. Khi tuyến đường Ringkøbing tới Silkeborg qua Herning được thành lập trong thập niên 1840 thì thành phố bắt đầu phát triển. Dân cư đan áo và các đồ len bán. Năm 1873 người ta lập 1 nhà máy kéo sợi len chạy bằng hơi nước, đến năm 1876 nhà máy này trở thành nhà máy dệt. Năm 1877 có tuyến đường sắt từ Skandeborg tới Herning. Khách sạn Eyde được xây năm 1893 cùng với Tòa án Herning. Nhà truyền giáo Bethania xây năm 1898. Đầu thế kỷ 20 Herning có khoảng 4.000 dân. Herning được cấp đặc quyền thương trấn năm 1913.
Năm 1941 đoàn phòng vệ dân sự toàn quốc được thành lập, đơn vị phòng vệ dân sự Herning đồn trú ở Herningsholm, đến năm 1966 thì đơn vị này chuyển tới tại quân ở phía tây bắc thành phố. Đơn vị này ngày nay trở thành Ban Cứu cấp vùng Trung Jutland.
Năm 1982 người ta xây 1 nhà máy phát điện và nước nóng lớn ở phía nam thành phố và sau đó nhiều nhà cao tầng mọc lên.
Sau hơn 150 năm phát triển, ngày nay Herning là nơi có nhiều hãng công nghiệp khác nhau.
Herning đã 2 lần được bầu chọn là Thành phố trong năm của Đan Mạch trong năm 1965 và 2003.

## Các nơi hấp dẫn du khách
Trung tâm hội chợ Herning là nơi triển lãm hàng hóa lớn nhất vùng Scandinavia. Nhiều hội chợ thương mại lớn đã tổ chức tại đây.
Thành phố có 3 tòa cao ốc do kiến trúc sư Jørn Utzon thiết kế gồm 1 tòa nhà công cộng và 2 tòa nhà tư.
Bên cạnh nhà bảo tàng nghệ thuật là công trình điêu khắc của Ingvar Cronhammar xây dựng năm 2001 mang tên Elia. Công trình này gồm 1 vòm, đường kính 60 m sơn đen, thể tích 30.000 m³ với 4 cầu thang rộng 10 m đặt ở 4 phương trong diện tích vòm. Các cầu thang này dẫn tới bệ quan sát tổng quát toàn cảnh vùng bãi hoang. Bên trên có 4 cột thép cao 30 m. Ở trung tâm công trình điêu khắc, cách đều 4 cột thép là 1 cột thứ 5 - cột đốt khí lỏng - thấp hơn bệ quan sát khoảng 2 m. Cột đốt khí lỏng này mỗi 18 ngày phun lên ngọn lửa rộng khoảng 1 m, cao 8,4 m do 1 computer điều khiển.

## Giao thông
Herning có các tuyến đường bộ và đường sắt nối với các thành phố lân cận như Ikast (11 km về phía đông), Brande (25 km về phía nam), Ringkøbing (44 km về phía tây), Holstebro (34 km về phía tây bắc) và Viborg (48 km về phía đông bắc). Xa hơn là các thành phố Århus (79 km), Vejle (66 km) và Aalborg (128 km).
Herning cách Sân bay Karup 25 km và Sân bay Billund 57 km. Phía đông bắc thành phố, cách 5 km là Sân bay Herning (sân bay nhỏ, không có giao thông thường xuyên).

## Các trường đào tạo
- Trường trung học Herning
- Teko Center Danmark Lưu trữ ngày 25 tháng 6 năm 2012 tại Wayback Machine
- Trường cao đẳng thương mại & kỹ sư Herning Lưu trữ ngày 5 tháng 11 năm 2008 tại Wayback Machine
- Erhvervsakademi Midtjylland Lưu trữ ngày 28 tháng 9 năm 2008 tại Wayback Machine
- CVU Vest, Trung tâm đào tạo người thành niên Lưu trữ ngày 28 tháng 9 năm 2007 tại Wayback Machine
- Trường Agro ở Hammerum
- Trung tâm đào tạo cấp cao